# نوسرد
جشن نوسرد (به خوارزمی:نوسارج یا ناوسارجی ،به ارمنی:ناواسارد  ،به سغدی:نوسرد ،به آشوری:نوسردیل ،به هندی:ناواساردا) از اعیاد باستانی ایرانیان و سرزمین‌های همجوار آن است که از زمان مادها این روز را جشن می‌گرفتند.
نوسرد به معنای سال نو است. ایرانیان روز ششم فروردین را روز نوسرد می‌دانستند و آن را نوروز بزرگ -در مقابل یکم فروردین که نوروز کوچک بود- می‌نامیدند. از اعمالی که در این روز انجام می‌دادند پاشیدن آب بر روی یکدیگر بود.